# Puente de la Alcanzorla (Galapagar)
El puente de la Alcanzorla es una obra de ingeniería, probablemente levantada entre los siglos IX y XI. Se alza sobre el río Guadarrama, dentro del término municipal español de Galapagar, localidad situada en la zona noroeste de la Comunidad de Madrid. 
Está emplazado en el paraje conocido como Las Minas, muy cerca del núcleo urbano de Torrelodones, a menos de un kilómetro aguas arriba del Puente Nuevo, del siglo XVI, que salva el mismo río. Ambos se encuentran incluidos dentro del parque regional del Curso Medio del Río Guadarrama y su Entorno.

## Historia
Aunque la tradición le atribuye un origen romano, se trata de una construcción medieval, erigida durante la dominación musulmana del centro de la península ibérica. Formaba parte de un camino militar, a través del cual se unían distintas torres-vigía y ciudadelas, diseminadas longitudinalmente entre Talamanca de Jarama y el Valle del Tiétar. Las fortificaciones más cercanas a su enclave son la Atalaya de Torrelodones y La Torrecilla, ubicada en el término de Hoyo de Manzanares. 
Este sistema defensivo fue articulado por el poder andalusí para hacer frente a las incursiones de los reinos cristianos en la Marca Media, una zona fronteriza que resultaba de vital importancia para la defensa de Toledo. La mayor parte de las fortalezas y torres de observación de esta red militar fue levantada entre los siglos IX y XI, con lo que cabe suponer que el puente de la Alcanzorla fue edificado en el mismo periodo.
Actualmente se conservan otros cuatro puentes islámicos que estaban igualmente integrados dentro del citado camino: el del Grajal (Colmenar Viejo) sobre el Manzanares, el del Pasadero (Navalagamella) sobre el Perales, el de Talamanca sobre el Jarama y el del San Juan (Pelayos de la Presa) sobre el Alberche. Estos dos últimos presentan importantes transformaciones con respecto a su trazado original, mientras que los restantes, incluido el de la Alcanzorla, no han visto alterado en exceso su aspecto primitivo. 
Las primeras referencias escritas del puente son muy posteriores a su construcción. Estas se sitúan en el año 1236, cuando el rey Fernando III de Castilla pidió ayuda para recuperar Córdoba a cambio de unos terrenos situados entre Galapagar y Torrelodones.

## Descripción
El puente de la Alcanzorla se encuentra en estado de ruina. Sólo se mantiene en pie el arco de medio punto sobre el que se sostiene, construido con sillares de granito. Los restantes elementos se levantaron en mampostería. 
En enero de 2018 se ha comprobado la caída de la parte central del puente, desconociéndose las causas, pese a que en el verano de 2015 se habían rejunteado las piezas y tapado los agujeros de lo que quedaba.
La anchura de su tablero es de 2,8 m, que equivale a 5 codos rassassíes, una medida muy utilizada en los puentes islámicos.